# Elly Schlein
Elena "Elly" Ethel Schlein (Lugano, 4 de maio de 1985) é uma política italiana. Foi deputada no Parlamento Europeu (PE), entre 1 de julho de 2014 e 2 de julho de 2019, pela Itália. Desde 28 de fevereiro de 2020 é vice-presidente da região da Emília-Romanha.

## Vida pessoal e formação acadêmica
Nasceu em 4 de maio de 1985, em Lugano, na Suíça, filha de Melvin Schlein e Maria Paola Viviani em Schlein. Seu pai era cientista político e acadêmico estadunidense de origem judaica "Ashkenazi" (os ancestrais paternos de Schlein eram, de fato, originários de Lviv, no então Império Austro-Húngaro, agora na Ucrânia, e após sua chegada na Ilha Ellis, mudaram seu sobrenome original, Schleyen, para o atual). Na época do seu nascimento, ele ocupava o cargo de professor emérito de ciência política e história na Franklin University, de Lugano. Sua mãe era professora italiana, professora titular de direito público comparado na Faculdade de Direito da Universidade de Insubria.
É, portanto, ítalo-americana, pois, sendo filha de um cidadão dos Estados Unidos e de uma cidadã da Itália, possui as cidadanias relativas, além de possuir a europeia, por meio da cidadania italiana. Também tem a cidadania do estado em que nasceu, a Suíça, onde o jus soli não existe, mas onde obteve a naturalização no município onde residia com sua família, Lugano.
Depois de terminar o ensino médio cantonal, em Lugano, em 2004, mudou-se para Bolonha onde, em março de 2011, se formou em direito, discutindo uma tese sobre direito constitucional, tendo o professor orientador Andrea Morrone. Em 2012, colaborou na realização do documentário "Anija - O Navio", sobre a imigração albanesa para a Itália através do Mar Adriático nos anos noventa.
É abertamente bissexual.

## Carreira política

### Anos iniciais
Em 2008, em Chicago, participou como voluntária da campanha eleitoral de Barack Obama para as eleições presidenciais nos Estados Unidos daquele ano. Em 2012, novamente em Chicago, também participou da campanha de Barack Obama para sua reeleição nas eleições presidenciais.
Em 2011, contribuiu para a fundação da Associação de estudantes universitários Progrè, em Bolonha, responsável pelo aprofundamento e sensibilização do público sobre questões relacionadas com as políticas migratórias e a situação prisional, publicando a sua própria revista e organizando, desde 2012 e anualmente, o ProMiGrè, um "festival" com reuniões e mesas redondas com a participação de políticos e especialistas.
Em abril de 2013, após o colapso da candidatura de Romano Prodi à presidência da República nas eleições daquele ano, devido a uma centena de "franco-atiradores" nas fileiras do Partido Democrático (PD), os chamados "101 del PD", ele decidiu com outros dar vida da campanha de mobilização "#OccupyPD", que mais tarde resultou na ocupação de inúmeros escritórios do partido para dar voz ao descontentamento de parte da base juvenil sobre a escolha dos líderes nacionais para dar origem ao governo de Enrico Letta com uma maioria baseada na chamada "grande coalizão".
Ainda em 2013, em dezembro, adere à moção que, tendo em vista as eleições primárias, apoia a candidatura de Pippo Civati a secretário nacional do PD. É, portanto, eleita como expoente da corrente "Civatiana" na direção nacional do partido.

### Eurodeputada
Em fevereiro de 2014, concorreu pelo Partido Democrata (PD) a uma vaga no Parlamento Europeu no círculo eleitoral do Nordeste italiano, dando vida a uma campanha eleitoral, rebatizada de "Slow Foot" (Pé Lento), em nome da sustentabilidade e lançando a hashtag, que logo se torna viral "#siscriveschlein". Nas eleições europeias, de 25 de maio de 2014, foi eleita eurodeputada com 53 681 votos.
Em maio de 2015, por meio de uma postagem no Facebook, anunciou a saída do PD, estando em desacordo com a nova linha política do partido impressa pelo secretário Matteo Renzi definindo-o como de centro-direita, e posteriormente se juntou ao Possibile, partido fundado por Giuseppe Civati.
Após seu primeiro mandato, optou por não se candidatar às eleições parlamentares europeias de 2019.

### Vice-presidente da região Emília-Romanha
É candidato às eleições regionais da Emília-Romanha, em 2020, na lista eleitoral "Emilia-Romagna Coraggiosa Ecologista e Progressista" (formada pelos partidos polpiticos Artigo 1, Esquerda Italiana, èViva — partido criado por Francesco Laforgia — e realidades político-associativas locais), sendo eleita com 22 098 votos, distribuídos entre os colégios de Bolonha (15 975), Régio da Emília (3 896) e Ferrária (2 227), na Assembleia legislativa da Emília-Romanha. É a candidata de lista com as preferências mais pessoais em toda a história das eleições regionais na Emília-Romanha. Como muitas fontes observaram, sua lista obteve apenas 3,77 por cento dos votos.
Em 11 de fevereiro de 2020, foi nomeada vice-presidente da região Emília-Romanha pelo recém-reeleito presidente da região, Stefano Bonaccini.
Em setembro de 2020, poucas semanas após o referendo constitucional sobre a redução do número de parlamentares, apoiado pela reforma "Fraccaro" lançada pelo governo de Giuseppe Conte I — liderado pela Liga Norte em conjunto com o Movimento 5 Estrelas (M5S) e completado pelo Conte II — representado pela coligação entre M5S e Partido Democrático (PD) — anuncia o seu voto contra, em desacordo com a posição do seu presidente da região e com os aliados do PD, alinhados na maioria para o "Sim".

## Livros publicados
- La nostra parte. Per la giustizia sociale e ambientale, insieme (tradução literal: "Nossa parte. Por justiça social e ambiental, juntos"), Mondadori, 2022, ISBN 978-8-80-473075-0